# Cesc Cornet López
Cesc Cornet López   (Anglès, 7 de desembre de 1979) és un escriptor català. A vint anys va anar a viure a Barcelona per estudiar interpretació. És mestre per vocació i escriptor per convicció. Després d'escriure molts relats i formar-se en diferents escoles d'escriptura de Barcelona s'inicia en el món de la literatura amb la novel·la #Finsaquí (2022), de la mà de l'editorial Llibres del Delicte. El setembre del 2022 guanya el IV Premi Vilassar de Noir de novel·la negra amb l'obra Vides en cercle.

## Llibres
- 2022: #Finsaquí (3 edicions)
- 2023: Vides en cercle (2 edicions)
- 2024: On és la Marta? (4 edicions)
- 2025: On és la Júlia? (2 edicions)